# 太閤記〜天下を獲った男・秀吉
『太閤記〜天下を獲った男・秀吉』（たいこうき てんかをとったおとこ・ひでよし）は、2006年10月31日より12月12日まで毎週火曜日19:00 - 19:55に、テレビ朝日系列の「火曜時代劇」枠で放送されていた日本の時代劇。豊臣秀吉を主人公にした時代劇である。

## 概要
内容は特別に新解釈を加えることもなく、他の映像作品同様、オーソドックスな秀吉のサクセスストーリーとなっている。物語の展開も秀吉が賤ヶ岳の戦いで柴田勝家を打ち破り、関白の位に就き、その生涯を終えたところで終了している。小牧・長久手の戦いや天下人となった後の朝鮮出兵や千利休切腹、甥の秀次一家殺害等の描写は省かれており、終始、秀吉の成功のみを描いた作品となっている。
最後に秀吉が生涯を終えるシーンで、寝床にねね、本能寺の変で死んだ織田信長、賤ヶ岳の戦いで死んだお市の方、前田利家夫婦が幻影として登場している。史実では、ねねと前田利家夫婦の死は秀吉より後である。

## キャスト
- 藤吉郎（豊臣秀吉） - 三代目 中村橋之助
- ねね - 星野真里
- 松平元康 - 内藤剛志
- 前田又左衛門 - 甲本雅裕
- 浅井長政 - 西村和彦
- 濃姫 - 吉本多香美
- お市 - 相田翔子
- 竹中半兵衛 - 天宮良
- 林秀貞 - 中条きよし
- 丹羽長秀 - 長谷川初範
- 佐久間信盛 - 螢雪次朗
- 岡部又右衛門 - 村井国夫
- 今川義元 - 六平直政
- 浅野長勝 - 渡辺哲
- 酒井忠次 - 峰蘭太郎
- あさひ - 大谷允保
- 明智光春 - 阪本浩之
- ガンマク - デビット伊東
- 一若 - 伊東孝明
- 千宗易 - 藤田まこと（特別出演）
- 柴田勝家 - 西岡徳馬
- 明智光秀 - 風間トオル
- 足利義昭 - 京本政樹
- 蜂須賀小六 - 的場浩司
- まつ - 東ちづる（友情出演）
- なか - 吉田日出子
- 渥美侘助（ナレーター） - 柄本明
- 織田信長 - 村上弘明

## スタッフ
- 脚本 - 渡辺善則（第1、6話）、小木曽豊斗（第2、5話）、塩田千種（第3、4話）
- 音楽 - 栗山和樹
- 監督 - 猪崎宣昭（第1 - 3話）、森本浩史（第4、5話）、石川一郎（第6話）
- チーフプロデューサー - 田中芳之（テレビ朝日）
- プロデューサー - 井上千尋（テレビ朝日）、小嶋雄嗣、島田薫（東映）
- 製作 - テレビ朝日、東映

## 放送日程
- 初回と最終話は114分の拡大放送。
- 11月21日は「日中韓サッカーU-21代表交流戦」中継のため休止。

| 各話                                                       | 放送日         | サブタイトル                                                                                                   | 脚本       | 監督     | 視聴率 |
| ---------------------------------------------------------- | -------------- | --- | ---------- | -------- | ------ |
| 第1話                                                      | 2006年10月31日 | 天下を獲った男・秀吉〜 ニッポンを変えた武将・信長との出会いから史上最大の奇襲戦“桶狭間”!! 歴史の巨編が今夜始動 | 渡辺善則   | 猪崎宣昭 | 11.8%  |
| 第2話                                                      | 2006年11月07日 | 信長怒る!!秀吉切腹の危機!!敵地築城と姫への恋心…                                                                | 小木曽豊斗 | 猪崎宣昭 | 09.1%  |
| 第3話                                                      | 2006年11月13日 | 光秀と運命の再会…秀吉、京へ                                                                                    | 塩田千種   | 猪崎宣昭 | 07.0%  |
| 第4話                                                      | 2006年11月28日 | 織田重臣の秀吉イジメ!!長政切腹と涙のお市救出!!                                                                 | 塩田千種   | 森本浩史 | 06.7%  |
| 第5話                                                      | 2006年12月05日 | 信長狂乱!!秀吉切腹!?重臣追放!!そして本能寺へ…                                                                  | 小木曽豊斗 | 森本浩史 | 06.2%  |
| 最終話                                                     | 2006年12月12日 | 秀吉はいかにして天下を獲ったか?本能寺の変!! 信長死す戦国の男たちと女たちが織りなす最終決戦!!歴史巨編が今夜完結 | 渡辺善則   | 石川一郎 | 08.2%  |
| 平均視聴率 8.12%（視聴率は関東地区・ビデオリサーチ社調べ） |                | |            |          |        |

| テレビ朝日系列 火曜時代劇             | テレビ朝日系列 火曜時代劇                                | テレビ朝日系列 火曜時代劇                          |
| 前番組                                | 番組名                                                   | 次番組                                             |
| ------------------------------------- | -------------------------------------------------------- | -------------------------------------------------- |
| 新・桃太郎侍 （2006.7.25 - 2006.9.5） | 太閤記〜天下を獲った男・秀吉 （2006.10.31 - 2006.12.12） | 遠山の金さん（松平健版） （2007.1.16 - 2007.3.20） |